# Myopornis boehmi
Papa-moscas-de-böhm ou papa-moscas-malhado (Myopornis boehmi) é uma espécie de ave da família Muscicapidae.
Pode ser encontrada nos seguintes países: Angola, República Democrática do Congo, Malawi, Tanzânia e Zâmbia.
Os seus habitats naturais são: florestas secas tropicais ou subtropicais .